# Tetrastemma roseum
Tetrastemma roseum är en djurart som tillhör fylumet slemmaskar, och. Tetrastemma roseum ingår i släktet Tetrastemma och familjen Tetrastemmatidae. Inga underarter finns listade i Catalogue of Life.